# 奥林匹克运动会射击奖牌得主列表
射击比赛自1896年首届现代奥林匹克运动会以来一直是正式的奥运项目，除了1904年和1928年未设此项赛事。本文列出各届奥林匹克运动会射击比赛中获得奖牌的运动员，记录他们在这一项目中的成绩。以下为奥林匹克运动会射击奖牌得主列表

## 男子

### 10公尺空氣手槍
| 届数                                      | 金牌                             | 银牌                              | 铜牌                                |
| 1988年夏季奥林匹克运动会射击比赛 （詳細） | Tanyu Kiryakov · 保加利亚（BUL） | Erich Buljung · 美国（USA）       | 许海峰 · 中国（CHN）                |
| 1992年夏季奥林匹克运动会射击比赛 （詳細） | 王义夫 · 中国（CHN）             | Sergei Pyzhianov · 独联体（EUN）  | 索林·巴比 · 罗马尼亚（ROU）         |
| 1996年夏季奥林匹克运动会射击比赛 （詳細） | 罗伯托·迪唐纳 · 意大利（ITA）    | 王义夫 · 中国（CHN）              | Tanyu Kiryakov · 保加利亚（BUL）    |
| 2000年夏季奥林匹克运动会射击比赛 （詳細） | 弗兰克·迪穆兰 · 法国（FRA）      | 王义夫 · 中国（CHN）              | Igor Basinski · 白俄罗斯（BLR）     |
| 2004年夏季奥林匹克运动会射击比赛 （詳細） | 王义夫 · 中国（CHN）             | Mikhail Nestruyev · 俄罗斯（RUS） | Vladimir Isakov · 俄罗斯（RUS）     |
| 2008年夏季奧林匹克運動會射擊比賽 （詳細） | 庞伟 · 中国（CHN）               | 秦鍾午 · 韩国（KOR）              | Jason Turner · 美国（USA）          |
| 2012年夏季奧林匹克運動會射擊比賽 （詳細） | 秦鍾午 · 韩国（KOR）             | 卢卡·泰斯科尼 · 意大利（ITA）     | 安德里亚·兹拉蒂奇 · 塞尔维亚（SRB） |
| 2016年夏季奧林匹克運動會射擊比賽 （詳細） | 黃春榮 · 越南（VIE）             | 菲利佩·阿尔梅达·吴 · 巴西（BRA）  | 庞伟 · 中国（CHN）                  |
| 2020年夏季奧林匹克運動會射擊比賽 （詳細） | 賈瓦德·科洛基 · 伊朗（IRI）      | 達米爾·米凱奇 · 塞尔维亚（SRB）   | 庞伟 · 中国（CHN）                  |
| 2024年夏季奥林匹克运动会射击比赛 （詳細） |                                  |                                   |                                     |

### 10米气步枪
| 届数                                      | 金牌                                | 银牌                               | 铜牌                                    |
| 1984年夏季奥林匹克运动会射击比赛 （詳細） | 菲利普·埃贝莱 · 法国（FRA）         | Andreas Kronthaler · 奥地利（AUT） | 巴里·达格尔 · 英国（GBR）               |
| 1988年夏季奥林匹克运动会射击比赛 （詳細） | 戈兰·马克西莫维奇 · 南斯拉夫（YUG） | 尼古拉·贝特洛 · 法国（FRA）        | 约翰·里德雷尔 · 西德（FRG）             |
| 1992年夏季奥林匹克运动会射击比赛 （詳細） | Yuri Fedkin · 独联体（EUN）         | 弗兰克·巴迪乌 · 法国（FRA）        | 约翰·里德雷尔 · 德国（GER）             |
| 1996年夏季奥林匹克运动会射击比赛 （詳細） | Artem Khadjibekov · 俄罗斯（RUS）   | 沃尔弗拉姆·魏贝尔 · 奥地利（AUT）  | 让-皮埃尔·阿马 · 法国（FRA）            |
| 2000年夏季奥林匹克运动会射击比赛 （詳細） | 蔡亚林 · 中国（CHN）                | Artem Khadjibekov · 俄罗斯（RUS）  | Yevgeni Aleinikov · 俄罗斯（RUS）       |
| 2004年夏季奥林匹克运动会射击比赛 （詳細） | 朱启南 · 中国（CHN）                | 李杰 (1979年) · 中国（CHN）        | 约瑟夫·根齐 · 斯洛伐克（SVK）           |
| 2008年夏季奧林匹克運動會射擊比賽 （詳細） | 阿比纳夫·宾德拉 · 印度（IND）       | 朱启南 · 中国（CHN）               | 亨利·海基宁 · 芬兰（FIN）               |
| 2012年夏季奧林匹克運動會射擊比賽 （詳細） | 阿林·莫尔多韦亚努 · 罗马尼亚（ROU） | 尼科洛·坎普里亚尼 · 意大利（ITA）  | Gagan Narang · 印度（IND）              |
| 2016年夏季奧林匹克運動會射擊比賽 （詳細） | 尼科洛·坎普里亚尼 · 意大利（ITA）   | 谢尔盖·库利什 · 乌克兰（UKR）      | 弗拉基米尔·马斯连尼科夫 · 俄罗斯（RUS） |
| 2020年夏季奧林匹克運動會射擊比賽 （詳細） | 威廉·沙纳 · 美国（USA）             | 盛李豪 · 中国（CHN）               | 楊皓然 · 中国（CHN）                    |
| 2024年夏季奥林匹克运动会射击比赛 （詳細） |                                     |                                    |                                         |

### 速射（英语：Rapid fire pistol at the Olympics）
| 届数                                      | 金牌                                | 银牌                                    | 铜牌                                      |
| 1896年夏季奥林匹克运动会射击比赛 （詳細） | 揚尼斯·弗朗古迪斯 · 希腊（GRE）     | Georgios Orfanidis · 希腊（GRE）        | Holger Nielsen · 丹麦（DEN）              |
| 1900年夏季奥林匹克运动会射击比赛 （詳細） | 莫里斯·拉鲁伊 · 法国（FRA）         | 莱昂·莫罗 · 法国（FRA）                 | 欧仁·巴尔姆 · 法国（FRA）                 |
| 1904–1908                                 | not included in the Olympic program | not included in the Olympic program     | not included in the Olympic program       |
| 1912 Stockholm （詳細）                   | 艾尔弗雷德·莱恩 · 美国（USA）       | 保罗·帕伦 · 瑞典（SWE）                 | Johan Hübner von Holst · 瑞典（SWE）      |
| 1920 Antwerp                              | not included in the Olympic program | not included in the Olympic program     | not included in the Olympic program       |
| 1924 Paris （詳細）                       | 亨利·贝利 · 美国（USA）             | 威廉·卡尔贝里 · 瑞典（SWE）             | Lennart Hannelius · 芬兰（FIN）           |
| 1928 Amsterdam                            | not included in the Olympic program | not included in the Olympic program     | not included in the Olympic program       |
| 1932 Los Angeles （詳細）                 | 伦佐·莫里吉 · 意大利（ITA）         | 海因里希·哈克斯 · 德国（GER）           | 多梅尼科·马泰乌奇 · 意大利（ITA）         |
| 1936 Berlin （詳細）                      | Cornelius van Oyen · 德国（GER）    | 海因里希·哈克斯 · 德国（GER）           | 托尔斯滕·乌尔曼 · 瑞典（SWE）             |
| 1948 London （詳細）                      | 陶卡奇·卡罗伊 · 匈牙利（HUN）       | Carlos Diaz Sáenz · 阿根廷（ARG）       | 斯文·伦德奎斯特 · 瑞典（SWE）             |
| 1952 Helsinki （詳細）                    | 陶卡奇·卡罗伊 · 匈牙利（HUN）       | 库恩·西拉德 · 匈牙利（HUN）             | 格奥尔基·利基亚尔多波尔 · 罗马尼亚（ROU） |
| 1956年夏季奥林匹克运动会射击比赛 （詳細） | 斯特凡·彼得雷斯库 · 罗马尼亚（ROU） | Yevgeni Cherkasov · 苏联（URS）         | 格奥尔基·利基亚尔多波尔 · 罗马尼亚（ROU） |
| 1960年夏季奥林匹克运动会射击比赛 （詳細） | 威廉·麦克米伦 · 美国（USA）         | 彭蒂·林诺斯沃 · 芬兰（FIN）             | Aleksandr Zabelin · 苏联（URS）           |
| 1964年夏季奥林匹克运动会射击比赛 （詳細） | 彭蒂·林诺斯沃 · 芬兰（FIN）         | 扬·特里普沙 · 罗马尼亚（ROU）           | 卢博米尔·纳佐夫斯基 · 捷克斯洛伐克（TCH） |
| 1968年夏季奥林匹克运动会射击比赛 （詳細） | 约瑟夫·扎彭兹基 · 波兰（POL）       | 马塞尔·罗什卡 · 罗马尼亚（ROU）         | Renart Suleimanov · 苏联（URS）           |
| 1972年夏季奥林匹克运动会射击比赛 （詳細） | 约瑟夫·扎彭兹基 · 波兰（POL）       | 拉吉斯拉夫·法尔塔 · 捷克斯洛伐克（TCH） | Viktor Torshin · 苏联（URS）              |
| 1976年夏季奥林匹克运动会射击比赛 （詳細） | 诺贝特·克拉尔 · 东德（GDR）         | 于尔根·维费尔 · 东德（GDR）             | 罗伯托·费拉里斯 · 意大利（ITA）           |
| 1980年夏季奥林匹克运动会射击比赛 （詳細） | 科尔内留·扬 · 罗马尼亚（ROU）       | 于尔根·维费尔 · 东德（GDR）             | 格哈德·彼得里奇 · 奥地利（AUT）           |
| 1984年夏季奥林匹克运动会射击比赛 （詳細） | 蒲池猛夫 · 日本（JPN）              | 科尔内留·扬 · 罗马尼亚（ROU）           | Rauno Bies · 芬兰（FIN）                  |
| 1988年夏季奥林匹克运动会射击比赛 （詳細） | Afanasijs Kuzmins · 苏联（URS）     | 拉尔夫·舒曼 · 东德（GDR）               | 科瓦奇·佐尔坦 · 匈牙利（HUN）             |
| 1992年夏季奥林匹克运动会射击比赛 （詳細） | 拉尔夫·舒曼 · 德国（GER）           | Afanasijs Kuzmins · 拉脱维亚（LAT）     | Vladimir Vokhmyanin · 独联体（EUN）       |
| 1996年夏季奥林匹克运动会射击比赛 （詳細） | 拉尔夫·舒曼 · 德国（GER）           | Emil Milev · 保加利亚（BUL）            | Vladimir Vokhmyanin · （KAZ）             |
| 2000年夏季奥林匹克运动会射击比赛 （詳細） | Sergei Alifirenko · 俄罗斯（RUS）   | Michel Ansermet · 瑞士（SUI）           | 尤利安·拉伊恰 · 罗马尼亚（ROU）           |
| 2004年夏季奥林匹克运动会射击比赛 （詳細） | 拉尔夫·舒曼 · 德国（GER）           | Sergei Polyakov · 俄罗斯（RUS）         | Sergei Alifirenko · 俄罗斯（RUS）         |
| 2008年夏季奧林匹克運動會射擊比賽 （詳細） | Oleksandr Petriv · 乌克兰（UKR）    | 拉尔夫·舒曼 · 德国（GER）               | 克里斯蒂安·赖茨 · 德国（GER）             |
| 2012年夏季奧林匹克運動會射擊比賽 （詳細） | 萊烏里斯·普波 · 古巴（CUB）         | Vijay Kumar · 印度（IND）               | 丁峰 · 中国（CHN）                        |
| 2016年夏季奧林匹克運動會射擊比賽 （詳細） | 克里斯蒂安·赖茨 · 德国（GER）       | 让·基康普瓦 · 法国（FRA）               | 李越宏 · 中国（CHN）                      |
| 2020年夏季奧林匹克運動會射擊比賽 （詳細） | 让·基康普瓦 · 法国（FRA）           | 萊烏里斯·普波 · 古巴（CUB）             | 李越宏 · 中国（CHN）                      |
| 2024年夏季奥林匹克运动会射击比赛 （詳細） |                                     |                                         |                                           |

### Rifle three positions（英语：Free rifle at the Olympics）
| 届数                                      | 金牌                                | 银牌                                          | 铜牌                                   |
| 1952 Helsinki （詳細）                    | 埃尔林·孔斯海于格 · 挪威（NOR）     | 维尔霍·于勒宁 · 芬兰（FIN）                   | Boris Andreyev · 苏联（URS）           |
| 1956年夏季奥林匹克运动会射击比赛 （詳細） | 阿纳托利·波格丹诺夫 · 苏联（URS）   | 奥塔卡尔·霍日内克 · 捷克斯洛伐克（TCH）       | 约翰·松德贝里 · 瑞典（SWE）            |
| 1960年夏季奥林匹克运动会射击比赛 （詳細） | 维克托·尚布尔金 · 苏联（URS）       | Marat Niyasov · 苏联（URS）                   | 克劳斯·策林格 · 德国联队（EUA）        |
| 1964年夏季奥林匹克运动会射击比赛 （詳細） | 洛尼斯·威格尔 · 美国（USA）         | Velichko Velichkov · 保加利亚（BUL）          | 豪迈尔·拉斯洛 · 匈牙利（HUN）          |
| 1968年夏季奥林匹克运动会射击比赛 （詳細） | 比尔德·克林纳 · 西德（FRG）         | 约翰·赖特 · 美国（USA）                       | Vitaly Parkhimovich · 苏联（URS）      |
| 1972年夏季奥林匹克运动会射击比赛 （詳細） | 约翰·赖特 · 美国（USA）             | 兰尼·巴沙姆 · 美国（USA）                     | 维尔纳·利波尔特 · 东德（GDR）          |
| 1976年夏季奥林匹克运动会射击比赛 （詳細） | 兰尼·巴沙姆 · 美国（USA）           | Margaret Murdock · 美国（USA）                | 维尔纳·赛博尔德 · 西德（FRG）          |
| 1980年夏季奥林匹克运动会射击比赛 （詳細） | 维克托·弗拉索夫 · 苏联（URS）       | 贝恩德·哈特施泰因 · 东德（GDR）               | 斯文·约翰松 (射击运动员) · 瑞典（SWE） |
| 1984年夏季奥林匹克运动会射击比赛 （詳細） | 马尔科姆·库珀 · 英国（GBR）         | Daniel Nipkov · 瑞士（SUI）                   | 阿利斯特·艾伦 · 英国（GBR）            |
| 1988年夏季奥林匹克运动会射击比赛 （詳細） | 马尔科姆·库珀 · 英国（GBR）         | 阿利斯特·艾伦 · 英国（GBR）                   | Kirill Ivanov · 苏联（URS）            |
| 1992年夏季奥林匹克运动会射击比赛 （詳細） | Hrachya Petikyan · 独联体（EUN）    | Robert Foth · 美国（USA）                     | 木场良平 · 日本（JPN）                 |
| 1996年夏季奥林匹克运动会射击比赛 （詳細） | 让-皮埃尔·阿马 · 法国（FRA）        | Sergey Belyayev · （KAZ）                     | 沃尔弗拉姆·魏贝尔 · 奥地利（AUT）      |
| 2000年夏季奥林匹克运动会射击比赛 （詳細） | 莱蒙德·德贝维奇 · 斯洛文尼亚（SLO） | 尤哈·希尔维 · 芬兰（FIN）                     | Harald Stenvaag · 挪威（NOR）          |
| 2004年夏季奥林匹克运动会射击比赛 （詳細） | 贾占波 · 中国（CHN）                | Michael Anti · 美国（USA）                    | 克里絲汀·普拉納 · 奥地利（AUT）        |
| 2008年夏季奧林匹克運動會射擊比賽 （詳細） | 邱健 · 中国（CHN）                  | 尤里·苏霍鲁科夫 · 乌克兰（UKR）               | 莱蒙德·德贝维奇 · 斯洛文尼亚（SLO）    |
| 2012年夏季奧林匹克運動會射擊比賽 （詳細） | 尼科洛·坎普里亚尼 · 意大利（ITA）   | 金鐘鉉 (運動員) · 韩国（KOR）                 | 马修·埃蒙斯 · 美国（USA）              |
| 2016年夏季奧林匹克運動會射擊比賽 （詳細） | 尼科洛·坎普里亚尼 · 意大利（ITA）   | 謝爾蓋·卡緬斯基 · 俄罗斯（RUS）               | 亚历克西·雷诺 · 法国（FRA）            |
| 2020年夏季奧林匹克運動會射擊比賽 （詳細） | 张常鸿 · 中国（CHN）                | 謝爾蓋·卡緬斯基 · 俄罗斯奥林匹克委员会（ROC） | 米倫科·塞比奇 · 塞尔维亚（SRB）        |
| 2024年夏季奥林匹克运动会射击比赛 （詳細） |                                     |                                               |                                        |

### Skeet（英语：ISSF Olympic skeet）
| 届数                                      | 金牌                                  | 银牌                                  | 铜牌                                        |
| 1968年夏季奥林匹克运动会射击比赛 （詳細） | Yevgeni Petrov · 苏联（URS）          | 罗马诺·加拉尼亚尼 · 意大利（ITA）     | 康拉德·维恩希尔 · 西德（FRG）               |
| 1972年夏季奥林匹克运动会射击比赛 （詳細） | 康拉德·维恩希尔 · 西德（FRG）         | Yevgeni Petrov · 苏联（URS）          | 米夏埃尔·布赫海姆 · 东德（GDR）             |
| 1976年夏季奥林匹克运动会射击比赛 （詳細） | 约瑟夫·帕纳切克 · 捷克斯洛伐克（TCH） | Eric Swinkels · 荷兰（NED）           | 维斯瓦夫·加夫利科夫斯基 · 波兰（POL）       |
| 1980年夏季奥林匹克运动会射击比赛 （詳細） | 汉斯·凯尔·拉斯穆森 · 丹麦（DEN）      | 拉尔斯-约兰·卡尔松 · 瑞典（SWE）      | 罗伯托·卡斯特里略 · 古巴（CUB）             |
| 1984年夏季奥林匹克运动会射击比赛 （詳細） | 马修·德赖克 · 美国（USA）             | Ole Riber Rasmussen · 丹麦（DEN）     | 卢卡·斯克里巴尼·罗西 · 意大利（ITA）        |
| 1988年夏季奥林匹克运动会射击比赛 （詳細） | 阿克塞尔·韦格纳 · 东德（GDR）         | 阿方索·德伊鲁阿里萨加 · 智利（CHI）   | 豪尔赫·瓜迪奥拉 · 西班牙（ESP）             |
| 1992年夏季奥林匹克运动会射击比赛 （詳細） | 张山 (射击运动员) · 中国（CHN）       | Juan Giha · 秘鲁（PER）               | 布鲁诺·罗塞蒂 (射击运动员) · 意大利（ITA）  |
| 1996年夏季奥林匹克运动会射击比赛 （詳細） | 恩尼奥·法尔科 · 意大利（ITA）         | 米罗斯瓦夫·热普科夫斯基 · 波兰（POL） | 安德烈亚·贝内利 · 意大利（ITA）             |
| 2000年夏季奥林匹克运动会射击比赛 （詳細） | 尼古拉·米尔切夫 · 乌克兰（UKR）       | Petr Málek · 捷克（CZE）              | James Graves · 美国（USA）                  |
| 2004年夏季奥林匹克运动会射击比赛 （詳細） | 安德烈亚·贝内利 · 意大利（ITA）       | 马尔科·肯帕伊宁 · 芬兰（FIN）         | 胡安·米格尔·罗德里格斯 · 古巴（CUB）        |
| 2008年夏季奧林匹克運動會射擊比賽 （詳細） | 文森特·汉考克 · 美国（USA）           | Tore Brovold · 挪威（NOR）            | Anthony Terras · 法国（FRA）                |
| 2012年夏季奧林匹克運動會射擊比賽 （詳細） | 文森特·汉考克 · 美国（USA）           | Anders Golding · 丹麦（DEN）          | 纳赛尔·萨利赫·阿提亚 · （QAT）              |
| 2016年夏季奧林匹克運動會射擊比賽 （詳細） | 加布里埃莱·罗塞蒂 · 意大利（ITA）     | 马库斯·斯文松 · 瑞典（SWE）           | 阿卜杜拉·拉希迪 · 独立奥林匹克运动员（IOA） |
| 2020年夏季奧林匹克運動會射擊比賽 （詳細） | 文森特·汉考克 · 美国（USA）           | 賈斯珀·漢森 · 丹麦（DEN）             | 阿卜杜拉·拉希迪 · 科威特（KUW）             |
| 2024年夏季奥林匹克运动会射击比赛 （詳細） |                                       |                                       |                                             |

從1972年到1992年，這項賽事是「混合」項目（男女射擊運動員均可參加），儘管在這些比賽中只有一枚獎牌由女性獲得——張山（射擊運動員）的金牌1992年。

### Trap（英语：Trap at the Olympics）
| 届数                                      | 金牌                                    | 银牌                                        | 铜牌                                |
| 1900年夏季奥林匹克运动会射击比赛 （詳細） | 罗歇·德巴尔巴兰 · 法国（FRA）           | 勒内·居约 · 比利时（BEL）                   | 朱斯蒂尼安·德克拉里 · 法国（FRA）   |
| 1904 St. Louis                            | not included in the Olympic program     | not included in the Olympic program         | not included in the Olympic program |
| 1908 London （詳細）                      | 沃尔特·尤因 · 加拿大（CAN）             | 乔治·贝蒂 · 加拿大（CAN）                   | Alexander Maunder · 英国（GBR）     |
| 1908 London （詳細）                      | 沃尔特·尤因 · 加拿大（CAN）             | 乔治·贝蒂 · 加拿大（CAN）                   | Anastasios Metaxas · 希腊（GRE）    |
| 1912 Stockholm （詳細）                   | 詹姆斯·格雷厄姆 · 美国（USA）           | Alfred Goeldel · 德国（GER）                | Harry Blau · 俄罗斯（RUS）          |
| 1920 Antwerp （詳細）                     | 马克·阿里 · 美国（USA）                 | Frank Troeh · 美国（USA）                   | Frank Wright · 美国（USA）          |
| 1924 Paris （詳細）                       | 豪洛希·久洛 · 匈牙利（HUN）             | Konrad Huber · 芬兰（FIN）                  | Frank Hughes · 美国（USA）          |
| 1928–1948                                 | not included in the Olympic program     | not included in the Olympic program         | not included in the Olympic program |
| 1952 Helsinki （詳細）                    | 乔治·吉尼罗 · 加拿大（CAN）             | 克努特·霍尔姆奎斯特 · 瑞典（SWE）           | 汉斯·利耶达尔 · 瑞典（SWE）         |
| 1956年夏季奥林匹克运动会射击比赛 （詳細） | 加利亚诺·罗西尼 · 意大利（ITA）         | 亚当·斯梅尔琴斯基 · 波兰（POL）             | 亚历山德罗·奇切里 · 意大利（ITA）   |
| 1960年夏季奥林匹克运动会射击比赛 （詳細） | 扬·杜米特雷斯库 · 罗马尼亚（ROU）       | 加利亚诺·罗西尼 · 意大利（ITA）             | Sergei Kalinin · 苏联（URS）        |
| 1964年夏季奥林匹克运动会射击比赛 （詳細） | 恩尼奥·马塔雷利 · 意大利（ITA）         | Pavel Senichev · 苏联（URS）                | William Morris · 美国（USA）        |
| 1968年夏季奥林匹克运动会射击比赛 （詳細） | 鲍勃·布雷思韦特 · 英国（GBR）           | Thomas Garrigus · 美国（USA）               | 库尔特·切卡拉 · 东德（GDR）         |
| 1972年夏季奥林匹克运动会射击比赛 （詳細） | 安杰洛·斯卡尔佐内 · 意大利（ITA）       | Michel Carrega · 法国（FRA）                | 西尔瓦诺·巴萨尼 · 意大利（ITA）     |
| 1976年夏季奥林匹克运动会射击比赛 （詳細） | 唐纳德·霍尔德曼 · 美国（USA）           | Armando Silva · 葡萄牙（POR）               | 乌巴尔代斯科·巴尔迪 · 意大利（ITA） |
| 1980年夏季奥林匹克运动会射击比赛 （詳細） | 卢恰诺·焦万内蒂 · 意大利（ITA）         | Rustam Yambulatov · 苏联（URS）             | 约尔格·达默 · 东德（GDR）           |
| 1984年夏季奥林匹克运动会射击比赛 （詳細） | 卢恰诺·焦万内蒂 · 意大利（ITA）         | 弗朗西斯科·博萨 · 秘鲁（PER）               | Daniel Carlisle · 美国（USA）       |
| 1988年夏季奥林匹克运动会射击比赛 （詳細） | Dmitry Monakov · 苏联（URS）            | 米洛斯拉夫·贝德纳日克 · 捷克斯洛伐克（TCH） | Frans Peeters · 比利时（BEL）       |
| 1992年夏季奥林匹克运动会射击比赛 （詳細） | 彼得·赫尔德利奇卡 · 捷克斯洛伐克（TCH） | 渡边和三 · 日本（JPN）                      | 马尔科·文图里尼 · 意大利（ITA）     |
| 1996年夏季奥林匹克运动会射击比赛 （詳細） | 迈克尔·戴蒙德 · （AUS）                 | Josh Lakatos · 美国（USA）                  | Lance Bade · 美国（USA）            |
| 2000年夏季奥林匹克运动会射击比赛 （詳細） | 迈克尔·戴蒙德 · （AUS）                 | 伊恩·皮尔 · 英国（GBR）                     | 乔瓦尼·佩列洛 · 意大利（ITA）       |
| 2004年夏季奥林匹克运动会射击比赛 （詳細） | 阿列克谢·阿利波夫 · 俄罗斯（RUS）       | 乔瓦尼·佩列洛 · 意大利（ITA）               | Adam Vella · （AUS）                |
| 2008年夏季奧林匹克運動會射擊比賽 （詳細） | 达维德·科斯特莱茨基 · 捷克（CZE）       | 乔瓦尼·佩列洛 · 意大利（ITA）               | 阿列克谢·阿利波夫 · 俄罗斯（RUS）   |
| 2012年夏季奧林匹克運動會射擊比賽 （詳細） | 乔瓦尼·采尔诺戈拉兹 · 克罗地亚（CRO）   | 马西莫·法布里齐 · 意大利（ITA）             | 费海德·代哈尼 · 科威特（KUW）       |
| 2016年夏季奧林匹克運動會射擊比賽 （詳細） | 约瑟普·格拉斯诺维奇 · 克罗地亚（CRO）   | 乔瓦尼·佩列洛 · 意大利（ITA）               | 爱德华·林 · 英国（GBR）             |
| 2020年夏季奧林匹克運動會射擊比賽 （詳細） | 伊日·利普塔克 · 捷克（CZE）             | 达维德·科斯特莱茨基 · 捷克（CZE）           | 馬修·科沃德-霍利 · 英国（GBR）      |
| 2024年夏季奥林匹克运动会射击比赛 （詳細） |                                         |                                             |                                     |

## 女子

### 10公尺空氣手槍
| 届数                                      | 金牌                                                | 银牌                                        | 铜牌                                |
| 1988年夏季奥林匹克运动会射击比赛 （詳細） | 亚斯娜·舍卡里奇 · 南斯拉夫（YUG）                   | 妮诺·萨卢克瓦泽 · 苏联（URS）               | Marina Dobrancheva · 苏联（URS）    |
| 1992年夏季奥林匹克运动会射击比赛 （詳細） | Marina Logvinenko · 独联体（EUN）                   | 亚斯娜·舍卡里奇 · 独立奥林匹克参赛者（IOP） | 玛丽亚·格罗兹代娃 · 保加利亚（BUL） |
| 1996年夏季奥林匹克运动会射击比赛 （詳細） | Olga Kuznetsova · 俄罗斯（RUS）                     | Marina Logvinenko · 俄罗斯（RUS）           | 玛丽亚·格罗兹代娃 · 保加利亚（BUL） |
| 2000年夏季奥林匹克运动会射击比赛 （詳細） | 陶璐娜 · 中国（CHN）                                | 亚斯娜·舍卡里奇 · 南斯拉夫（YUG）           | Annemarie Forder · （AUS）          |
| 2004年夏季奥林匹克运动会射击比赛 （詳細） | 叶连娜·科斯捷维奇 · 乌克兰（UKR）                   | 亚斯娜·舍卡里奇 · 塞尔维亚和黑山（SCG）     | 玛丽亚·格罗兹代娃 · 保加利亚（BUL） |
| 2008年夏季奧林匹克運動會射擊比賽 （詳細） | 郭文珺 · 中国（CHN）                                | 纳塔利娅·帕杰林娜 · 俄罗斯（RUS）           | 妮诺·萨卢克瓦泽 · （GEO）           |
| 2012年夏季奧林匹克運動會射擊比賽 （詳細） | 郭文珺 · 中国（CHN）                                | 塞利娜·戈贝维尔 · 法国（FRA）               | 叶连娜·科斯捷维奇 · 乌克兰（UKR）   |
| 2016年夏季奧林匹克運動會射擊比賽 （詳細） | 张梦雪 · 中国（CHN）                                | 维塔利娜·巴察拉什金娜 · 俄罗斯（RUS）       | 安娜·科拉卡基 · 希腊（GRE）         |
| 2020年夏季奧林匹克運動會射擊比賽 （詳細） | 维塔利娜·巴察拉什金娜 · 俄罗斯奥林匹克委员会（ROC） | 安托阿內塔·科斯塔蒂諾娃 · 保加利亚（BUL）   | 姜冉馨 · 中国（CHN）                |
| 2024年夏季奥林匹克运动会射击比赛 （詳細） |                                                     |                                             |                                     |

### 10米气步枪
| 届数                                      | 金牌                                 | 银牌                                                | 铜牌                                      |
| 1984年夏季奥林匹克运动会射击比赛 （詳細） | 帕特·皮特尼 · 美国（USA）            | 埃迪特·古夫勒 · 意大利（ITA）                       | 吴小旋 · 中国（CHN）                      |
| 1988年夏季奥林匹克运动会射击比赛 （詳細） | Irina Shilova · 苏联（URS）          | 西尔维娅·施佩贝尔 · 西德（FRG）                     | Anna Malukhina · 苏联（URS）              |
| 1992年夏季奥林匹克运动会射击比赛 （詳細） | 吕甲顺 · 韩国（KOR）                 | Vessela Letcheva · 保加利亚（BUL）                  | Aranka Binder · 独立奥林匹克参赛者（IOP） |
| 1996年夏季奥林匹克运动会射击比赛 （詳細） | 雷娜塔·毛厄尔-鲁然斯卡 · 波兰（POL） | Petra Horneber · 德国（GER）                        | 亚历山德拉·伊沃舍夫 · 南斯拉夫（YUG）     |
| 2000年夏季奥林匹克运动会射击比赛 （詳細） | 南希·约翰逊 · 美国（USA）            | Kang Cho-hyun · 韩国（KOR）                         | 高静 (射击运动员) · 中国（CHN）           |
| 2004年夏季奥林匹克运动会射击比赛 （詳細） | 杜丽 · 中国（CHN）                   | 柳博芙·加尔金娜 · 俄罗斯（RUS）                     | 卡特日娜·埃蒙斯 · 捷克（CZE）             |
| 2008年夏季奧林匹克運動會射擊比賽 （詳細） | 卡特日娜·埃蒙斯 · 捷克（CZE）        | 柳博芙·加尔金娜 · 俄罗斯（RUS）                     | 斯涅扎娜·佩契奇 · 克罗地亚（CRO）         |
| 2012年夏季奧林匹克運動會射擊比賽 （詳細） | 易思玲 · 中国（CHN）                 | 瑟尔维娅·博加茨卡 · 波兰（POL）                     | 喻丹 · 中国（CHN）                        |
| 2016年夏季奧林匹克運動會射擊比賽 （詳細） | 維珍尼亞·卓華舒雅 · 美国（USA）      | 杜丽 · 中国（CHN）                                  | 易思玲 · 中国（CHN）                      |
| 2020年夏季奧林匹克運動會射擊比賽 （詳細） | 杨倩 (射击运动员) · 中国（CHN）      | 阿纳斯塔西娅·加拉申娜 · 俄罗斯奥林匹克委员会（ROC） | 妮娜·克里斯汀 · 瑞士（SUI）               |
| 2024年夏季奥林匹克运动会射击比赛 （詳細） |                                      |                                                     |                                           |

### Pistol（英语：Free pistol at the Olympics）
| 届数                                      | 金牌                                                | 银牌                              | 铜牌                                  |
| 1984年夏季奥林匹克运动会射击比赛 （詳細） | 琳达·汤姆 · 加拿大（CAN）                           | Ruby Fox · 美国（USA）            | 帕特里夏·登奇 · （AUS）               |
| 1988年夏季奥林匹克运动会射击比赛 （詳細） | 妮诺·萨卢克瓦泽 · 苏联（URS）                       | 福岛实智子 · 日本（JPN）          | 亚斯娜·舍卡里奇 · 南斯拉夫（YUG）     |
| 1992年夏季奥林匹克运动会射击比赛 （詳細） | Marina Logvinenko · 独联体（EUN）                   | 李对红 · 中国（CHN）              | 道尔吉苏伦·蒙赫巴亚尔 · 蒙古（MGL）   |
| 1996年夏季奥林匹克运动会射击比赛 （詳細） | 李对红 · 中国（CHN）                                | Diana Iorgova · 保加利亚（BUL）   | Marina Logvinenko · 俄罗斯（RUS）     |
| 2000年夏季奥林匹克运动会射击比赛 （詳細） | 玛丽亚·格罗兹代娃 · 保加利亚（BUL）                 | 陶璐娜 · 中国（CHN）              | Lalita Yauhleuskaya · 白俄罗斯（BLR） |
| 2004年夏季奥林匹克运动会射击比赛 （詳細） | 玛丽亚·格罗兹代娃 · 保加利亚（BUL）                 | Lenka Hyková · 捷克（CZE）        | Irada Ashumova · 阿塞拜疆（AZE）      |
| 2008年夏季奧林匹克運動會射擊比賽 （詳細） | 陳穎 (射擊運動員) · 中国（CHN）                     | 奥特里亚德·贡德格玛 · 蒙古（MGL） | 道尔吉苏伦·蒙赫巴亚尔 · 德国（GER）   |
| 2012年夏季奧林匹克運動會射擊比賽 （詳細） | 金将美 · 韩国（KOR）                                | 陳穎 (射擊運動員) · 中国（CHN）   | 叶连娜·科斯捷维奇 · 乌克兰（UKR）     |
| 2016年夏季奧林匹克運動會射擊比賽 （詳細） | 安娜·科拉卡基 · 希腊（GRE）                         | 莫妮卡·卡尔施 · 德国（GER）       | 海迪·迪特黑尔姆·格贝尔 · 瑞士（SUI）  |
| 2020年夏季奧林匹克運動會射擊比賽 （詳細） | 维塔利娜·巴察拉什金娜 · 俄罗斯奥林匹克委员会（ROC） | 金珉静 · 韩国（KOR）              | 肖嘉芮萱 · 中国（CHN）                |
| 2024年夏季奥林匹克运动会射击比赛 （詳細） |                                                     |                                   |                                       |

### Rifle three positions（英语：Free rifle at the Olympics）
| 届数                                      | 金牌                                  | 银牌                                        | 铜牌                                          |
| 1984年夏季奥林匹克运动会射击比赛 （詳細） | 吴小旋 · 中国（CHN）                  | 乌尔丽克·霍尔默 · 西德（FRG）               | Wanda Jewell · 美国（USA）                    |
| 1988年夏季奥林匹克运动会射击比赛 （詳細） | 西尔维娅·施佩贝尔 · 西德（FRG）       | Vessela Letcheva · 保加利亚（BUL）          | Valentina Cherkasova · 苏联（URS）            |
| 1992年夏季奥林匹克运动会射击比赛 （詳細） | Launi Meili · 美国（USA）             | Nonka Matova · 保加利亚（BUL）              | 马乌戈热塔·克西翁日凯维奇 · 波兰（POL）       |
| 1996年夏季奥林匹克运动会射击比赛 （詳細） | 亚历山德拉·伊沃舍夫 · 南斯拉夫（YUG） | Irina Gerasimenok · 俄罗斯（RUS）           | 雷娜塔·毛厄尔-鲁然斯卡 · 波兰（POL）          |
| 2000年夏季奥林匹克运动会射击比赛 （詳細） | 雷娜塔·毛厄尔-鲁然斯卡 · 波兰（POL）  | Tatiana Goldobina · 俄罗斯（RUS）           | Maria Feklistova · 俄罗斯（RUS）              |
| 2004年夏季奥林匹克运动会射击比赛 （詳細） | 柳博芙·加尔金娜 · 俄罗斯（RUS）       | 瓦伦蒂娜·图里西尼 · 意大利（ITA）           | 王成意 · 中国（CHN）                          |
| 2008年夏季奧林匹克運動會射擊比賽 （詳細） | 杜丽 · 中国（CHN）                    | 卡特日娜·埃蒙斯 · 捷克（CZE）               | 埃莉斯·克鲁斯 · 古巴（CUB）                   |
| 2012年夏季奧林匹克運動會射擊比賽 （詳細） | 杰米·琳恩·科基什 · 美国（USA）        | 伊万娜·马克西莫维奇 · 塞尔维亚（SRB）       | 阿德拉·布伦斯 · 捷克（CZE）                   |
| 2016年夏季奧林匹克運動會射擊比賽 （詳細） | 芭芭拉·恩格利德 · 德国（GER）         | 张彬彬 (射击运动员) · 中国（CHN）           | 杜丽 · 中国（CHN）                            |
| 2020年夏季奧林匹克運動會射擊比賽 （詳細） | 妮娜·克里斯汀 · 瑞士（SUI）           | 尤莉亞·濟科娃 · 俄罗斯奥林匹克委员会（ROC） | 尤莉亞·卡里莫娃 · 俄罗斯奥林匹克委员会（ROC） |
| 2024年夏季奥林匹克运动会射击比赛 （詳細） |                                       |                                             |                                               |

### Skeet（英语：ISSF Olympic skeet）
| 届数                                      | 金牌                                     | 银牌                            | 铜牌                                     |
| 2000年夏季奥林匹克运动会射击比赛 （詳細） | Zemfira Meftahatdinova · 阿塞拜疆（AZE） | Svetlana Demina · 俄罗斯（RUS） | 伊高伊·迪安瑙 · 匈牙利（HUN）            |
| 2004年夏季奥林匹克运动会射击比赛 （詳細） | 伊高伊·迪安瑙 · 匈牙利（HUN）            | 魏宁 · 中国（CHN）              | Zemfira Meftahatdinova · 阿塞拜疆（AZE） |
| 2008年夏季奧林匹克運動會射擊比賽 （詳細） | 基娅拉·卡伊内罗 · 意大利（ITA）          | 金伯莉·罗德 · 美国（USA）       | 克里斯蒂娜·文策尔 · 德国（GER）          |
| 2012年夏季奧林匹克運動會射擊比賽 （詳細） | 金伯莉·罗德 · 美国（USA）                | 魏宁 · 中国（CHN）              | 丹卡·巴爾特科娃 · 斯洛伐克（SVK）        |
| 2016年夏季奧林匹克運動會射擊比賽 （詳細） | 迪亚娜·巴科西 · 意大利（ITA）            | 基娅拉·卡伊内罗 · 意大利（ITA） | 金伯莉·罗德 · 美国（USA）                |
| 2020年夏季奧林匹克運動會射擊比賽 （詳細） | 安柏·英格利什 · 美国（USA）              | 迪亚娜·巴科西 · 意大利（ITA）   | 魏萌 · 中国（CHN）                       |
| 2024年夏季奥林匹克运动会射击比赛 （詳細） |                                          |                                 |                                          |

### Trap（英语：ISSF Olympic trap）
| 届数                                      | 金牌                                       | 银牌                                         | 铜牌                                |
| 2000年夏季奥林匹克运动会射击比赛 （詳細） | 戴娜·古金納維奇特 · 立陶宛（LTU）          | 德尔菲娜·雷奥 · 法国（FRA）                  | 高娥 · 中国（CHN）                  |
| 2004年夏季奥林匹克运动会射击比赛 （詳細） | 苏珊娜·巴洛格 · （AUS）                    | 玛丽亚·金塔纳尔 · 西班牙（ESP）              | Lee Bo-na · 韩国（KOR）             |
| 2008年夏季奧林匹克運動會射擊比賽 （詳細） | 莎图·梅凯莱-努梅拉 · 芬兰（FIN）           | 苏珊娜·雷哈克-什特费切科娃 · 斯洛伐克（SVK） | 科丽·科格德尔 · 美国（USA）         |
| 2012年夏季奧林匹克運動會射擊比賽 （詳細） | 杰西卡·罗西 · 意大利（ITA）                | 苏珊娜·雷哈克-什特费切科娃 · 斯洛伐克（SVK） | 德尔菲娜·雷奥 · 法国（FRA）         |
| 2016年夏季奧林匹克運動會射擊比賽 （詳細） | 凯瑟琳·斯金纳 · （AUS）                    | 纳塔莉·鲁妮 · 新西兰（NZL）                  | 科丽·科格德尔 · 美国（USA）         |
| 2020年夏季奧林匹克運動會射擊比賽 （詳細） | Zuzana Rehák-Štefečeková · 斯洛伐克（SVK） | 凱伊爾·白朗寧 · 美国（USA）                  | 亚历山德拉·佩里利 · 圣马力诺（SMR） |
| 2024年夏季奥林匹克运动会射击比赛 （詳細） |                                            |                                              |                                     |

## 混合

### 团体10公尺空氣手槍
| 届数                | 金牌                                                | 银牌                                                                        | 铜牌                                                  |
| 2020年东京 （詳細） | 中国（CHN） · 姜冉馨 · 庞伟                         | 俄罗斯奥林匹克委员会（ROC） · 维塔利娜·巴察拉什金娜 · 阿爾喬姆·切爾諾烏索夫 | 乌克兰（UKR） · 叶连娜·科斯捷维奇 · 奧列格·奧梅利丘克 |
| 2024年巴黎 （詳細） | 塞尔维亚（SRB） · 佐拉娜·阿鲁诺维奇 · 達米爾·米凱奇 | 土耳其（TUR） · 谢夫瓦尔·伊莱达·塔尔汗 · 优素福·迪凯奇                      | 印度（IND） · 玛努·巴克尔 · 萨拉布乔特·辛格           |

### 团体10米气步枪
| 届数                | 金牌                          | 银牌                                          | 铜牌                                                            |
| 2020年东京 （詳細） | 中国（CHN） · 杨倩 · 楊皓然   | 美国（USA） · 瑪麗·圖克爾 · 盧卡斯·科澤涅斯基 | 俄罗斯奥林匹克委员会（ROC） · 尤莉亞·卡里莫娃 · 謝爾蓋·卡緬斯基 |
| 2024年巴黎 （詳細） | 中国（CHN） · 黄雨婷 · 盛李豪 | 韩国（KOR） · 金智贤 · 朴河俊                 | （KAZ） · 亚历山德拉·黎 · 伊斯兰·萨特帕耶夫                     |

### 团体双向飞碟
| 届数                | 金牌                                              | 银牌                                        | 铜牌                          |
| 2024年巴黎 （詳細） | 意大利（ITA） · 迪亚娜·巴科西 · 加布里埃莱·罗塞蒂 | 美国（USA） · 奥斯汀·史密斯 · 文森特·汉考克 | 中国（CHN） · 江伊婷 · 吕健林 |